# トスキー
トスキーは、大分県にある放送局テレビ大分（TOS、日本テレビ系列・フジテレビ系列クロスネット）のマスコットキャラクター。妹分にパスミーがいる。

## 概要
テレビ大分の開局35周年を記念して作られたキャラクターで、名前は同局の略称である「TOS（ティーオーエス）」に、「地域発展の為の鍵（KEY）」を足したもの。
性別は男の子。血液型はTOS型。趣味はバレーボール。好きな飲み物はカボスジュース。好きなアーティストは速水けんたろう。
同局のイメージソングが収められたDVDやCD、ぬいぐるみ・携帯ストラップなどのオリジナルグッズが作られており、テレビ大分本社に隣接する住宅展示場「TOSハウジングメッセ」で購入できる。

## イメージソング
- げんきでますます!トスキー体操（作詞・もりちよこ、作曲・歌 速水けんたろう、振り付け 佐藤弘道）
- トスキーソング「ひとりじゃないよ」（作詞もりちよこ、作曲・歌 速水けんたろう）
- トスキーえかきうた

速水けんたろうと佐藤弘道はイメージビデオに出演しているほか、2006年には24時間テレビ 「愛は地球を救う」の大分メイン会場であるTOSハウジングメッセに来場し、トスキーとともにトスキー体操を踊った。
2006年11月1日の地上デジタル試験放送開始に伴い、同局の局名告知としてオープニング（早朝の放送開始時、4:40頃）に「げんきでますます!トスキー体操」、クロージング（深夜の放送終了時、概ね25時台後半から27時前後）に「トスキーソング」が放送され始めた。なお、すべてのイメージソングは日中にも不定期に放送される。局名告知の際は放送法に準じて局ロゴが表示される。
2011年下旬、速水けんたろうが自動車運転過失致死罪の交通事故を起こした報道を受け、不定期で放送されていたイメージソングは前述の局名告知も含めすべて自粛されたが、現在2つは不定期で放送され、『トスキー体操』に関しては同局のアナウンサーとトスキーがダンサーとして出演するクリップが新たに制作された。なお、『ひとりじゃないよ』は制作時の映像のままで放送されている。

## 大分県の他局マスコット
- 大分放送 - まるんちゃん♪・もにもにさん
- 大分朝日放送 - そらぽ